# Минквиц, Александр Фёдорович
Александр Фёдорович Минквиц (1816—1882) — генерал-адъютант, генерал от инфантерии, командующий войсками Варшавского и Харьковского военных округов, член Военного совета Российской империи. Брат генерал-лейтенанта Юлия Минквица (дербентский губернатор).

## Биография
Родился в 1816 году, сын пастора с острова Эзеля. Образование получил в Главном инженерном училище, по окончании курса которого 19 декабря 1832 года был произведён в прапорщики и оставлен при училище для прохождения офицерских классов. 13 января 1835 года произведён в подпоручики.
В 1838 году успешно сдал вступительные экзамены в Николаевскую академию Генерального штаба; в 1839 году был произведён в поручики, а по окончании курса за отличные успехи в науках награждён серебряной медалью и чином штабс-капитана.
29 декабря 1840 года причислен к Генеральному штабу, с назначением состоять при Главном инженерном училище; в следующем году переведён на службу в Отдельный гвардейский корпус с причислением к Гвардейскому Генеральному штабу.
В 1844 году командирован в Отдельный Кавказский корпус и, прибыв по назначению, состоял сначала для особых поручений при командире корпуса, затем находился в отрядах генералов Лабынцева и Гурко. Здесь он впервые выступил на боевое поприще, участвовал во многих делах и стычках с горцами и, в качестве офицера Генерального штаба, исполнял поручения по выбору позиций, отыскиванию бродов и направлению движения колонн. За боевые отличия награждён орденом св. Анны 3-й степени с мечами и бантом.
12 февраля 1845 года произведён в капитаны; в апреле того же года возвратился в штаб гвардейского корпуса; 6 декабря назначен дивизионным квартирмейстером в гвардейскую кирасирскую дивизию. В 1846 году был командирован в Эстляндскую и Лифляндскую губернии для описания этих губерний и составления маршрутной карты. В результате этой командировки в рамках общего «Военно-статистического обозрения Российской империи» отдельными томами вышли «Военно-статистическое обозрение Эстляндской губернии» (СПб., 1852) и «Военно-статистическое обозрение Лифляндской губернии» (СПб., 1853).
Во время Венгерской кампании 1849 года исправлял должность обер-квартирмейстера штаба войск, оставшихся в Санкт-Петербурге и его окрестностях по выступлении в поход гвардии. 11 сентября 1849 года произведён в полковники; 1 декабря того же года назначен для особых поручений при гвардейском пехотном корпусе. С открытием военных действий в 1854 году сначала исправлял должность начальника штаба войск, расположенных в Эстляндской губернии, потом был назначен обер-квартирмейстером войск, назначенных для охраны Финляндии.

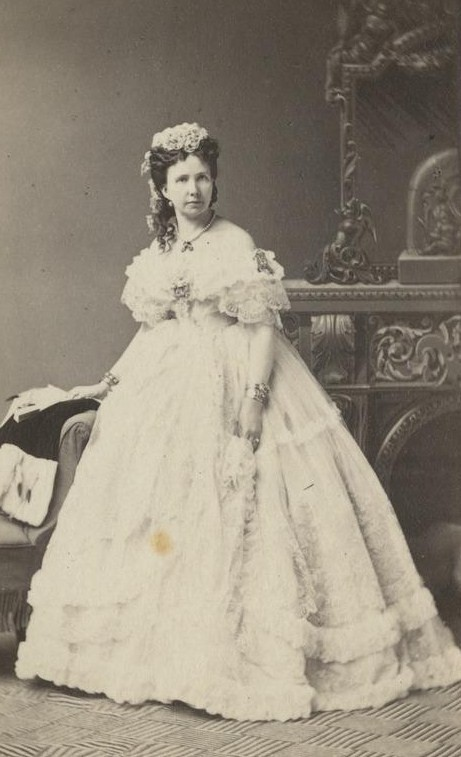
Констанция Фёдоровна

За оборону Свеаборга, при бомбардировании его неприятелем, и Гельсингфорской оборонительной линии награждён орденом св. Владимира 3-й степени с мечами. 26 августа 1856 года произведён в генерал-майоры (со старшинством от 7 апреля 1857 года) и назначен начальником штаба 1-го пехотного корпуса. 6 июля 1862 года состоялось новое назначение — на должность начальника штаба войск в Царстве Польском. При подавлении Польского мятежа был ближайшим помощником генерал-фельдмаршала графа Берга. 17 апреля 1863 года произведён в генерал-лейтенанты.
В 1864 году был командирован по Высочайшему повелению в Пруссию на маневры, происходившие в окрестностях Берлина. 21 сентября 1868 года пожалован званием генерал-адъютанта. 11 февраля 1873 года ему поручено было исправление должности помощника главнокомандующего войсками Варшавского военного округа, а 30 августа того же года состоялся Высочайший указ об утверждении его в названной должности. По случаю болезни и последовавшей затем смерти графа Берга, с 26 декабря 1873 по 15 февраля 1874 года командовал войсками Варшавского военного округа.
30 октября 1877 года Минквиц был назначен командующим войсками Харьковского военного округа; 16 апреля 1878 года произведён в генералы от инфантерии и ровно через год, 17 апреля 1878 года, назначен членом Военного совета, с оставлением в звании генерал-адъютанта и по Генеральному штабу. Скончался в ночь с 9 на 10 января 1882 года, из списков исключён 21 января.

## Семья
Жена (с 16.10.1855) — баронесса Констанция Фёдоровна фон Унгерн-Штернберг  (08.07.1829—09.03.1898), фрейлина двора (1855), дочь президента эстонской консистории, владельца усадьбы Пурд. Пользовалась большим доверием при дворе великого князя Константина Николаевича, в 1863 году под видом своей племянницы (из-за мятежей в Польше) сопровождала малолетнюю великую княжну Веру в Ганновер для лечения. За заслуги мужа была пожалована в кавалерственные дамы ордена св. Екатерины (малого креста) (17.04.1879). Cкончалась в Висбадене. Не имея своих детей, в 1877 году Минквицы удочерили 6-летнюю дочь эстляндского дворянина баронессу Эббе фон-Гюне и дозволили ей принять их фамилию и именоваться баронессой фон-Гюне-Минквиц, без  права наследования их имущества.
Среди прочих наград Минквиц имел российские ордена:
- Орден Святой Анны 3-й степени с мечами и бантом (1845 год)
- Орден Святой Анны 2-й степени (1848 год, императорская корона к этому ордену пожалована в 1852 году)
- Орден Святого Владимира 3-й степени с мечами (1855 год)
- Орден Святого Станислава 1-й степени (1859 год)
- Орден Святой Анны 1-й степени (1863 год)
- Орден Святого Владимира 2-й степени с мечами (1864 год)
- Орден Белого орла (1866 год)
- Орден Святого Александра Невского (22 июня 1870 года, алмазные знаки к этому ордену пожалованы 22 июня 1875 года)

Иностранные ордена:
- Австрийский орден Железной короны 2-й степени (1853 год)
- Прусский орден Красного орла 1-й степени (1864 год)
- Прусский орден Короны (1864 год)
- Австрийский большой крест ордена Леопольда (1870 год)
- Саксонский орден Альбрехта Бесстрашного с бриллиантами (1873 год)
- Мекленбург-Шверинский орден Вендской короны 1-й степени (1874 год)
- Персидский орден Льва и Солнца 1-й степени (1878 год)
- Саксен-Веймарский большой крест ордена Белого сокола (1881 год)